# Micrapatetis leucozona
Micrapatetis leucozona là một loài bướm đêm trong họ Noctuidae.